# Megadeath
Megadeath (auch englisch megacorpse) ist eine Kurzform für eine Million Todesopfer bei einem Demozid, insbesondere durch Massenvernichtungswaffen.
Der Begriff wurde 1953 im Kalten Krieg von dem US-amerikanischen Strategen Herman Kahn im Zusammenhang mit Planspielen betreffend die Konsequenzen eines Atomkriegs geprägt. Er fand durch dessen 1960 erschienenes Buch On Thermonuclear War weite Verbreitung. Dabei stufte Kahn die Folgen eines Szenarios, bei dem die Verluste der Vereinigten Staaten „nur“ 10 Megatote statt 100 betragen würden, als „tragisch, aber absehbar“ ein.
Im Stanley-Kubrick-Film Dr. Seltsam oder: Wie ich lernte, die Bombe zu lieben liegt in einer Szene auf dem Tisch vor der Figur des General Buck Turgidson ein Hefter mit der Aufschrift „World Targets in Megadeaths“.
Die Metal-Band Megadeth leitete ihren Namen von Kahns Wortschöpfung ab.